# Anisoperas albimorsa
Anisoperas albimorsa är en fjärilsart som beskrevs av W. Warren 1905. Anisoperas albimorsa ingår i släktet Anisoperas och familjen mätare. Inga underarter finns listade i Catalogue of Life.